# شهر الوتنوارا
شهر الوتنوارا (به لاتین: Alutnuwara Town) یک منطقهٔ مسکونی در سری‌لانکا است که در استان مرکزی (سری‌لانکا) واقع شده‌است.